# Andronik II. Paleolog
Andronik II. Paleolog (starogrč. Ἀνδρόνıϰος Παλαıολόγος) (Niceja, o. 1259. – Carigrad, 13. veljače 1332.), bizantski car (1282. – 1328.), sin cara Mihaela VIII. iz bizantske carske dinastije Paleolog. Za njegove vladavine Bizantsko Carstvo je počelo naglo slabiti i gubiti svoj utjecaj.

## Životopis
Rodio se kao drugorođeni sin bizantskog cara Mihaela VIII. i carice Teodore. Tijekom mladosti primio je izuzetno visoko obrazovanje i imao je izražen interes za znanost i književnost. Imenovan je suvladarom još 1261. godine, no okrunjen je tek 1272. godine te je vladao uz oca. Poslije očeve smrti preuzeo je sudbinu države u svoje ruke, a za suvladara je imenovao svoga najstarijeg sina Mihaela IX. Poslije prerane smrti prve supruge, Ane Ugarske, Andronik se oženio 1284. godine Irenom, kćerkom monteferratskog markgrofa, nakon čega se ta obitelj odrekla prava na solunsku kraljevsku krunu, čime je Andronik otklonio prijetnju za stabilnost svoje države koja je dolazila s te strane. Također je pokušao oženiti svoga sina Mihaela s Katarinom de Courtenay, Filipovom kćeri i unukom bivšeg latinskog cara Balduina II., kako bi spriječio tendencije obnove srušenog Latinskog Carstva, no u tome nije uspio pa je sina oženio za armensku princezu Ritu.
Za vrijeme vladavine Andronika II. dolazi do slabljenja jedinstva Carstva i pucanje veze između središta i provincije. Separatističke grčke države koje su se nalazile pod vlašću zapadnjaka bile su također slabe, tako da je bizantska vojska uspjela 1290. godine proći kroz Tesaliju, prodrijeti duboko u epirsko područje i izvršiti opsadu Janjine. Tom prilikom Bizantincima je pripao i Drač te je Carstvo zakratko opet izbilo na obale Jadranskog mora. U sukobu između Tesalije i Epira, najviše je profitirao Bizant, jer je epirsko prijestolje preuzela probizantska struja. Unatoč tom uspjehu, Bizant je 1296. godine doživio novi udarac kada je srpski kralj Milutin (1282. – 1321.) provalio s vojskom u Epir i oduzeo Bizantincima netom stećeni Drač. Nato je bizantska vojska krenula u protunapad, ali bez uspjeha, nakon čega je Andronik II. odlučio sklopiti mir te je srpskom kralju ponudio svoju sestru Eudokiju za ženu. Međutim, Eudokija je odbila bračnu ponudu pa je car morao ponuditi kralju Milutin svoju maloljetnu kćer Simonidu i priznati mu osvojene bizantske zemlje sjeverno od Ohrida, Prilepa i Štipa kao miraz.
Zbog slabljenja moći bizantske mornarice osjetila se opasnost od Mlečana i Đenovežana koji su namjeravali obnoviti Latinsko Carstvo koje je uništio njegov otac 1261. godine. Zbog toga je Andronik II. uzeo Đenovljane za svoje saveznike protiv Venecije, što se pokazalo kao veliki politički promašaj. Godine 1294. izbio je rat između Venecije i Genove u koji je bio uvućen i Bizant te se naposljetku taj rat pretvorio u bizantsko-mletački okršaj, nakon što su Đenovljani 1299. godine sklopili vječni mir s Venecijom i povukli se iz sukoba. Budući da u tom trenutku Carstvo više nije raspolagalo nikakvom ozbiljnijom vojnom flotom, nije se uspjelo othrvati protiv nadmoćnijeg neprijatleja pa je car naposljeku, 1302. godine, sklopio mir s Mlečanima i priznao im sva potraživanja. Istodobno, s istoka su Carstvo ugrožavali Turci Osmanlije, a zbog sve veće feudalizacije Carstva i okretanja prema Zapadu, istočne granice su ostale nebranjene, a obrambena snaga oslabljena.
Oko 1300. godine već je gotovo čitava Mala Azija bila pod turskom vlašću, što je za posljedicu imalo da je nekadašnja jezgra bizantske države bila nepovratno izgubljena. Kako bi se riješio turske opasnosti, sucar Mihael IX. je doveo alanske vojne postrojbe u Malu Aziju, ali one su pri prvom sukobu s Turcima doživjele težak, nakon čega su tijekom povlaćenja izvršile pljačkaški pohod prema bizanstskom stanovništvu. Nakon toga, car Andronik II. pozvao je najamničke čete iz Katalonije, pod vodstvom Ruđera de Flora, kako bi se obračunao s Turcima na maloazijskom području. U jednom trenutku, nakon pobjede nad Turcima, plaćenička se vojska okrenula protiv cara i počela pustošiti bizantske posjede. Godine 1305. izbio je otvoreni sukob između bizantske vojske i Katalonske družine kod utvrde Apro, u kojem je bizantska vojska pretrpjela težak poraz, a Katalonci su nastavili pustošenje na Balkanu i tek je njihovo povlaćenje prema grčkom jugu donijelo Bizantu olakšanje.
Godine 1308. Andronik je postavio Mihaela Kantakuzena, oca kasnijeg cara Ivana VI. na čelo Morejske despotovine, čime je vratio Peloponez pod bizantsku vlast.
Od 1294. godine vladao je zajedno sa sinom Mihaelom IX. († 1320.). Nakon sinovljeve smrti, zadnje je godine vladavine proveo u borbama s unukom Andronikom, koji ga je naposljetku zbacio s prijestolja i prognao u samostan.

## Privatni život
Andronik II. oženio se 1273. godine s ugarskom princezom Anom Arpadović († 1281.) s kojom je imao dvojicu sinova:
- Mihael IX. (o. 1277. – 1320.) - bizantski car (1295. – 1320.), očev suvladar. Umro je prije oca te nije samostalno vladao.
- Konstantin (o. 1280. – 1334./35.) - bizantski princ i despot.

Iz drugog braka s markgroficom Irenom Montferratskom († 1317.) imao je dvojicu sinova i kćer:
- Ivan (1286. – 1307.) - bizantski princ i despot.
- Teodor I. Montferratski (o. 1290. – 1338.) - bizantski princ i markgrof Montferrata, začetnik montferratske loze dinastije Paleologa.
- Simonida (o. 1294. - iza 1336.) - bizantska princeza i srpska kraljica.

## Loza Paleolog-Montferrat
Andronikova druga supruga bila je Jolanda, markiza Montferrata. Budući da je njen brat, markiz Ivan I. umro 1305. godine bez muškog nasljednika, obitelj je izumrla u muškoj lozi te su naslov markiza Montferrata i posjedi obitelji prešli na mušku djecu iz braka Jolande i bizantskog cara Andronika II. Izbor je pao na njihova najstarijeg sina Ivana, no carigradski patrijarh Atanazije I. se usprotivio tom izboru pa su naslov i posjedi u Italiji pripali mlađem sinu, Teodoru I. koji je utemeljio novu lozu markiza Montferrata. Naslijedio ga je sin, Ivan II. Obitelj Paleologa Montferratskih izumrla je 1533. godine.